# Plancklängd
Plancklängd, betecknat {\displaystyle l_{\text{P}}}, är en längdenhet och en av de grundläggande Planckenheterna, ett måttenhetssystem som bygger på naturliga enheter. Plancklängd definieras som:
{\displaystyle l_{\text{P}}={\sqrt {\frac {\hbar G}{c^{3}}}}}
där {\displaystyle G} är gravitationskonstanten, {\displaystyle \hbar } Diracs konstant och {\displaystyle c} ljusets hastighet i vakuum.
Dess värde är ungefär 1,616 199(97) × 10−35 m eller 3,054 × 10−25 a0.